# Hanna Zdanowska

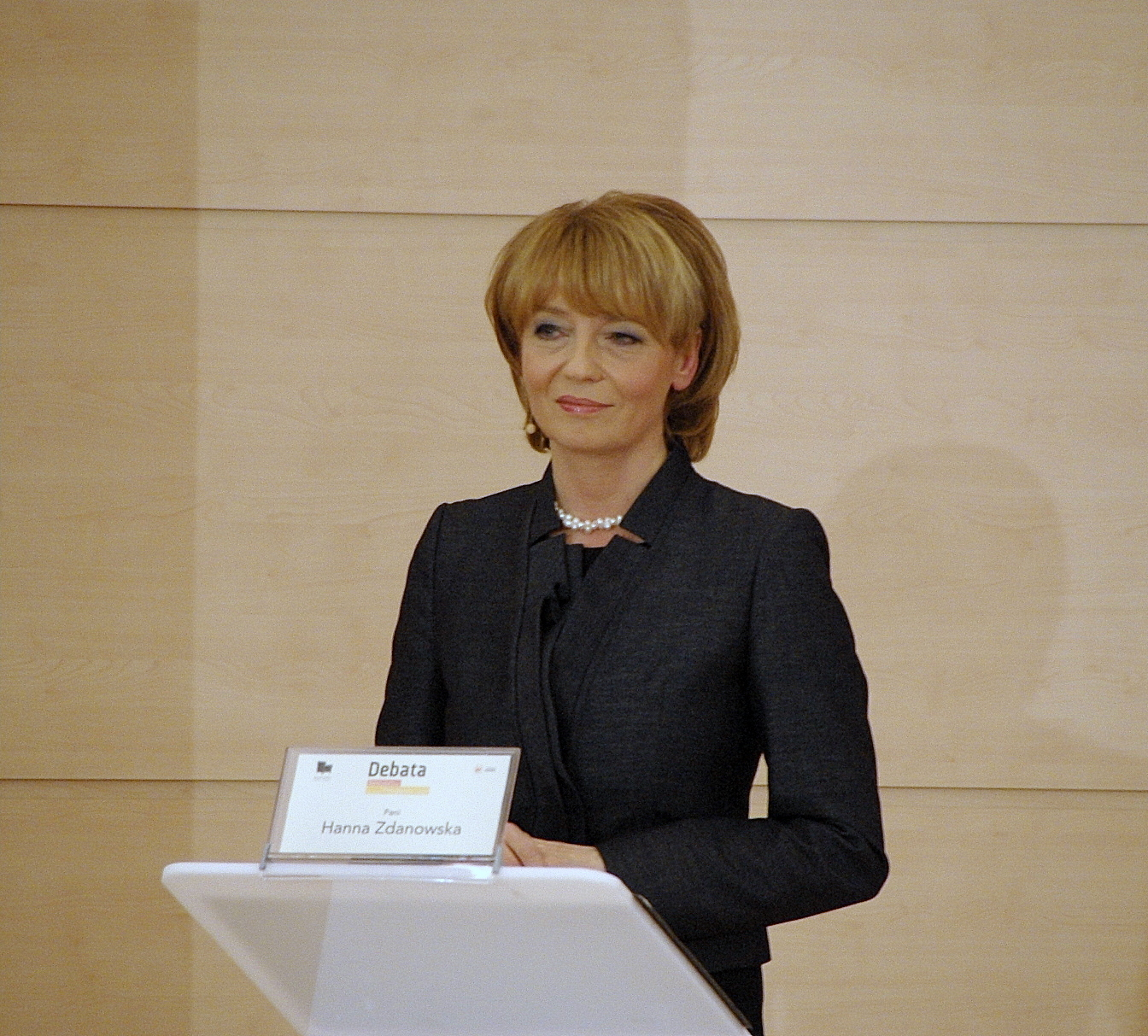
Hanna Zdanowska, 2010

Hanna Elżbieta Zdanowska (* 23. März 1959 in Łódź als Hanna Elżbieta Aleksandrzak) ist eine polnische Politikerin der Platforma Obywatelska (Bürgerplattform). Sie war Abgeordnete des Sejm und ist seit 2010 Stadtpräsidentin von Łódź.

## Leben
Sie lernte am XXVI. allgemeinbildenden Gymnasium Krzysztof Kamil Baczyński in Łódź (XXVI Liceum Ogólnokształcącego im. Krzysztofa Kamila Baczyńskiego). Anschließend studierte sie an der Politechnika Łódzka am Fachbereich für Bauwesen und Architektur. Danach war sie am Bau tätig, bevor sie sich 1987 selbständig machte. 1991 wurde sie Mitarbeiterin der IHK Holding SA. 2001 wurde sie Direktorin der Łódźer Handels- und Handwerkskammer (Łódzkiej Izby Przemysłowo-Handlowej). Im Jahr 2006 wurde sie in den Łódźer Stadtrat gewählt und im Januar 2007 zur stellvertretenden Stadtpräsidenten ernannt. Bei den vorgezogenen Parlamentswahlen 2007 konnte Hanna Zdanowska im Wahlbezirk 9 Łódź mit 11.506 Stimmen ein Mandat für den Sejm erringen. Sie arbeitete in den Kommissionen für Territoriale Selbstverwaltung und Regionalpolitik sowie Freundlicher Staat (Przyjazne Państwo) mit. Im November 2010 stellte sie sich erfolgreich zur Wahl als Präsidentin der Stadt Łódź. Ihre Vereidigung erfolgte am 13. Dezember 2010, ihren Sitz im Sejm übernahm John Godson, erster afrikanischstämmiger Abgeordneter des polnischen Parlaments. Bei der Wahl zur Stadtpräsidentin im Oktober 2018 konnte sie sich bereits im ersten Wahlgang mit 70,2 % der Stimmen gegen den PiS-Kandidaten Waldemar Bude, auf den 23,7 % der Stimmen entfielen, und sieben weitere Kandidaten durchsetzen. Bei den Selbstverwaltungswahlen 2024 wurde sie mit 59,3 % der Stimmen erneut bereits im ersten Wahlgang bestätigt.
Sie ist nicht verheiratet und hat einen Sohn.